# Parigi-Nizza 2020
La Parigi-Nizza 2020, settantottesima edizione della corsa, valida come sesta prova dell'UCI World Tour 2020 categoria 2.UWT, si svolse in sette tappe dall'8 al 14 marzo 2020 su un percorso di 1 102,1 km, con partenza da Plaisir e arrivo a Valdeblore La Colmiane, in Francia. Sebbene la manifestazione dovesse proseguire sino al 15 marzo, su un percorso di 1 215,6 km, con arrivo a Nizza, l'ultima tappa fu annullata a causa della pandemia di COVID-19. La vittoria fu appannaggio del tedesco Maximilian Schachmann, il quale completò il percorso in 27h14'23", alla media di 40,459 km/h, precedendo il belga Tiesj Benoot e il colombiano Sergio Higuita.
Sul traguardo di Valdeblore La Colmiane 61 ciclisti, su 136 partiti da Plaisir, portarono a termine la competizione.

## Tappe
| Tappa  | Data     | Percorso                                                        | km            | Vincitore di tappa   | Leader cl. generale |
| ------ | -------- | --------------------------------------------------------------- | ------------- | -------------------- | ------------------- |
| 1ª     | 8 marzo  | Plaisir > Plaisir                                               | 154           | M. Schachmann        | M. Schachmann       |
| 2ª     | 9 marzo  | Chevreuse > Châlette-sur-Loing                                  | 166,5         | Giacomo Nizzolo      | M. Schachmann       |
| 3ª     | 10 marzo | Châlette-sur-Loing > La Châtre                                  | 212,5         | Iván García Cortina  | M. Schachmann       |
| 4ª     | 11 marzo | Saint-Amand-Montrond > Saint-Amand-Montrond (cron. individuale) | 15,1          | Søren Kragh Andersen | M. Schachmann       |
| 5ª     | 12 marzo | Gannat > La Côte-Saint-André                                    | 227           | Niccolò Bonifazio    | M. Schachmann       |
| 6ª     | 13 marzo | Sorgues > Apt                                                   | 160,5         | Tiesj Benoot         | M. Schachmann       |
| 7ª     | 14 marzo | Nizza > Valdeblore La Colmiane                                  | 166,5         | Nairo Quintana       | M. Schachmann       |
| 8ª     | 15 marzo | Nizza > Nizza                                                   | 113,5         | cancellata           | cancellata          |
| Totale | Totale   | Totale                                                          | 1215,6 1102,1 |                      |                     |

## Squadre e corridori partecipanti
| N.    | Cod. | Squadra               |
| ----- | ---- | --------------------- |
| 1-8   | TFS  | Trek-Segafredo        |
| 11-18 | ARK  | Team Arkéa-Samsic     |
| 21-28 | GFC  | Groupama-FDJ          |
| 31-38 | BOH  | Bora-Hansgrohe        |
| 41-48 | DQT  | Deceuninck-Quick-Step |
| 51-58 | ALM  | AG2R La Mondiale      |
| 61-68 | LTS  | Lotto Soudal          |
| 71-78 | COF  | Cofidis               |
| 81-88 | TBM  | Bahrain-McLaren       |

| N.      | Cod. | Squadra                  |
| ------- | ---- | ------------------------ |
| 91-98   | SUN  | Team Sunweb              |
| 101-108 | EF1  | EF Pro Cycling           |
| 111-118 | TDE  | Total Direct Énergie     |
| 121-128 | NTT  | NTT Pro Cycling Team     |
| 131-138 | ISN  | Israel Start-Up Nation   |
| 141-148 | NDP  | Nippo Delko Provence     |
| 151-158 | CWG  | Circus-Wanty Gobert      |
| 161-168 | VCB  | B&B Hotels-Vital Concept |

## Dettagli delle tappe

### 1ª tappa
- 8 marzo: Plaisir > Plaisir – 154 km

Risultati
| Pos. | Corridore     | Squadra | Tempo    |
| ---- | ------------- | ------- | -------- |
| 1    | M. Schachmann | Bora    | 3h32'19" |
| 2    | Dylan Teuns   | Bahrain | s.t.     |
| 3    | Tiesj Benoot  | Sunweb  | s.t.     |

| Pos. | Corridore     | Squadra | Tempo    |
| ---- | ------------- | ------- | -------- |
| 1    | M. Schachmann | Bora    | 3h32'19" |
| 2    | Tiesj Benoot  | Sunweb  | a 2"     |
| 3    | Dylan Teuns   | Bahrain | a 4"     |

### 2ª tappa
- 9 marzo: Chevreuse > Châlette-sur-Loing – 166,5 km

Risultati
| Pos. | Corridore        | Squadra | Tempo    |
| ---- | ---------------- | ------- | -------- |
| 1    | Giacomo Nizzolo  | NTT     | 3h49'57" |
| 2    | Pascal Ackermann | Bora    | s.t.     |
| 3    | Jasper Stuyven   | Trek    | s.t.     |

| Pos. | Corridore       | Squadra | Tempo    |
| ---- | --------------- | ------- | -------- |
| 1    | M. Schachmann   | Bora    | 7h22'06" |
| 2    | Giacomo Nizzolo | NTT     | a 15"    |
| 3    | Jasper Stuyven  | Trek    | a 21"    |

### 3ª tappa
- 10 marzo: Châlette-sur-Loing > La Châtre – 212,5 km

Risultati
| Pos. | Corridore           | Squadra | Tempo    |
| ---- | ------------------- | ------- | -------- |
| 1    | Iván García Cortina | Bahrain | 5h49'55" |
| 2    | Peter Sagan         | Bora    | s.t.     |
| 3    | Andrea Pasqualon    | Circus  | s.t.     |

| Pos. | Corridore       | Squadra | Tempo     |
| ---- | --------------- | ------- | --------- |
| 1    | M. Schachmann   | Bora    | 13h12'01" |
| 2    | Giacomo Nizzolo | NTT     | a 13"     |
| 3    | Jasper Stuyven  | Trek    | a 21"     |

### 4ª tappa
- 11 marzo: Saint-Amand-Montrond > Saint-Amand-Montrond - Cronometro individuale – 15,1 km

Risultati
| Pos. | Corridore         | Squadra    | Tempo  |
| ---- | ----------------- | ---------- | ------ |
| 1    | S. Kragh Andersen | Sunweb     | 18'51" |
| 2    | M. Schachmann     | Bora       | a 6"   |
| 3    | Kasper Asgreen    | Deceuninck | a 12"  |

| Pos. | Corridore           | Squadra | Tempo     |
| ---- | ------------------- | ------- | --------- |
| 1    | M. Schachmann       | Bora    | 13h30'58" |
| 2    | S. Kragh Andersen   | Sunweb  | a 58"     |
| 3    | Felix Großschartner | Bora    | a 1'01"   |

### 5ª tappa
- 12 marzo: Gannat > La Côte-Saint-André – 227 km

Risultati
| Pos. | Corridore           | Squadra | Tempo    |
| ---- | ------------------- | ------- | -------- |
| 1    | Niccolò Bonifazio   | Total   | 5h18'02" |
| 2    | Iván García Cortina | Bahrain | s.t.     |
| 3    | Peter Sagan         | Bora    | s.t.     |

| Pos. | Corridore           | Squadra | Tempo     |
| ---- | ------------------- | ------- | --------- |
| 1    | M. Schachmann       | Bora    | 18h49'00" |
| 2    | S. Kragh Andersen   | Sunweb  | a 58"     |
| 3    | Felix Großschartner | Bora    | a 1'01"   |

### 6ª tappa
- 13 marzo: Sorgues > Apt – 160,5 km

Risultati
| Pos. | Corridore        | Squadra | Tempo    |
| ---- | ---------------- | ------- | -------- |
| 1    | Tiesj Benoot     | Sunweb  | 3h57'02" |
| 2    | Michael Matthews | Sunweb  | a 22"    |
| 3    | Sergio Higuita   | EF      | s.t.     |

| Pos. | Corridore      | Squadra | Tempo     |
| ---- | -------------- | ------- | --------- |
| 1    | M. Schachmann  | Bora    | 22h46'24" |
| 2    | Tiesj Benoot   | Sunweb  | a 36"     |
| 3    | Sergio Higuita | EF      | a 1'01"   |

### 7ª tappa
- 14 marzo: Nizza > Valdeblore La Colmiane – 166,5 km

Risultati
| Pos. | Corridore      | Squadra  | Tempo    |
| ---- | -------------- | -------- | -------- |
| 1    | Nairo Quintana | Arkéa    | 4h27'01" |
| 2    | Tiesj Benoot   | Sunweb   | a 46"    |
| 3    | Thibaut Pinot  | Groupama | a 56"    |

| Pos. | Corridore      | Squadra | Tempo     |
| ---- | -------------- | ------- | --------- |
| 1    | M. Schachmann  | Bora    | 27h14'23" |
| 2    | Tiesj Benoot   | Sunweb  | a 18"     |
| 3    | Sergio Higuita | EF      | a 59"     |

### 8ª tappa
- 15 marzo: Nizza > Nizza – 113,5 km

cancellata

## Evoluzione delle classifiche
| Tappa              | Vincitore             | Classifica generale Maglia gialla | Classifica a punti Maglia verde | Classifica scalatori Maglia a pois | Classifica giovani Maglia bianca | Classifica a squadre Numero giallo |
| ------------------ | --------------------- | --------------------------------- | ------------------------------- | ---------------------------------- | -------------------------------- | ---------------------------------- |
| 1ª                 | Maximilian Schachmann | Maximilian Schachmann             | Maximilian Schachmann           | Jonathan Hivert                    | Cees Bol                         | Team Sunweb                        |
| 2ª                 | Giacomo Nizzolo       | Maximilian Schachmann             | Maximilian Schachmann           | Jonathan Hivert                    | Sergio Higuita                   | Israel Start-Up Nation             |
| 3ª                 | Iván García Cortina   | Maximilian Schachmann             | Giacomo Nizzolo                 | Jonathan Hivert                    | Sergio Higuita                   | Israel Start-Up Nation             |
| 4ª                 | Søren Kragh Andersen  | Maximilian Schachmann             | Maximilian Schachmann           | Jonathan Hivert                    | Sergio Higuita                   | Bora-Hansgrohe                     |
| 5ª                 | Niccolò Bonifazio     | Maximilian Schachmann             | Maximilian Schachmann           | Jonathan Hivert                    | Sergio Higuita                   | Bora-Hansgrohe                     |
| 6ª                 | Tiesj Benoot          | Maximilian Schachmann             | Maximilian Schachmann           | Nicolas Edet                       | Sergio Higuita                   | Team Sunweb                        |
| 7ª                 | Nairo Quintana        | Maximilian Schachmann             | Tiesj Benoot                    | Nicolas Edet                       | Sergio Higuita                   | Team Sunweb                        |
| Classifiche finali | Classifiche finali    | Maximilian Schachmann             | Tiesj Benoot                    | Nicolas Edet                       | Sergio Higuita                   | Team Sunweb                        |

Maglie indossate da altri ciclisti in caso di due o più maglie vinte
- Nella 2ª tappa Julian Alaphilippe ha indossato la maglia verde al posto di Maximilian Schachmann.
- Nella 3ª e nella 5ª tappa Giacomo Nizzolo ha indossato la maglia verde al posto di Maximilian Schachmann.
- Nella 6ª tappa Iván García Cortina ha indossato la maglia verde al posto di Maximilian Schachmann.
- Nella 7ª tappa Tiesj Benoot ha indossato la maglia verde al posto di Maximilian Schachmann.

## Classifiche finali

### Classifica generale - Maglia gialla
| Pos. | Corridore           | Squadra  | Tempo     |
| ---- | ------------------- | -------- | --------- |
| 1    | M. Schachmann       | Bora     | 27h14'23" |
| 2    | Tiesj Benoot        | Sunweb   | a 18"     |
| 3    | Sergio Higuita      | EF       | a 59"     |
| 4    | Vincenzo Nibali     | Trek     | a 1'16"   |
| 5    | Thibaut Pinot       | Groupama | a 1'24"   |
| 6    | Nairo Quintana      | Arkéa    | a 1'30"   |
| 7    | Rudy Molard         | Groupama | a 2'03"   |
| 8    | Tanel Kangert       | EF       | a 2'16"   |
| 9    | Felix Großschartner | Bora     | a 3'39"   |
| 10   | S. Kragh Andersen   | Sunweb   | a 4'36"   |

### Classifica a punti - Maglia verde
| Pos. | Corridore          | Squadra    | Punti |
| ---- | ------------------ | ---------- | ----- |
| 1    | Tiesj Benoot       | Sunweb     | 43    |
| 2    | M. Schachmann      | Bora       | 38    |
| 3    | Sergio Higuita     | EF         | 28    |
| 4    | Julian Alaphilippe | Deceuninck | 22    |
| 5    | Nairo Quintana     | Arkéa      | 16    |

### Classifica scalatori - Maglia a pois
| Pos. | Corridore          | Squadra    | Punti |
| ---- | ------------------ | ---------- | ----- |
| 1    | Nicolas Edet       | Cofidis    | 53    |
| 2    | Tiesj Benoot       | Sunweb     | 19    |
| 3    | Thomas De Gendt    | Lotto      | 18    |
| 4    | Julian Alaphilippe | Deceuninck | 16    |
| 5    | Anthony Perez      | Cofidis    | 15    |

### Classifica giovani - Maglia bianca
| Pos. | Corridore        | Squadra    | Tempo     |
| ---- | ---------------- | ---------- | --------- |
| 1    | Sergio Higuita   | EF         | 27h15'22" |
| 2    | A. Paret-Peintre | AG2R       | a 15'28"  |
| 3    | Kasper Asgreen   | Deceuninck | a 25'57"  |
| 4    | Cees Bol         | Sunweb     | a 31'02"  |
| 5    | Connor Swift     | Arkéa      | a 38'48"  |

### Classifica a squadre
| Pos. | Squadra        | Tempo     |
| ---- | -------------- | --------- |
| 1    | Team Sunweb    | 81h52'39" |
| 2    | Groupama-FDJ   | a 3'25"   |
| 3    | Trek-Segafredo | a 9'19"   |
| 4    | Lotto Soudal   | a 15'31"  |
| 5    | EF Pro Cycling | a 19'17"  |